# Пелищенська сільська рада
52°20′0″ пн. ш. 23°54′51″ сх. д. / 52.33333° пн. ш. 23.91417° сх. д.
Пе́лищенська сільська́ ра́да (біл. Пе́лішчанскі сельсавет) — адміністративно-територіальна одиниця у складі Кам'янецького району, Берестейської області Білорусі. Адміністративний центр сільської ради — агромістечко Пелище.

## Географія
Пелищенська сільська рада розташована на крайньому південному заході Білорусі, на заході Берестейської області, на північний схід від обласного та південний схід від районного центрів. На заході вона межує із Видомлянською, на півночі — із Річицькою сільськими радами (всі Кам'янецький район), на сході та півдні — із Жабинківським районом (Берестейська область).
Великих озер та річок на території Пелищенської сільської ради немає. Південна частина сільради покрита сіткою меліоративних каналів басейну Лісної→Західного Бугу.
Найвища точка сільської ради становить 184,5 м над рівнем моря і розташована за 1,5 км на північний захід від околиці села Березняки.
Територією сільради із північного заходу на південний схід проходить республіканська автомобільна дорога Р7, за маршрутом: Кам'янець — Жабинка, а зі сходу — північного сходу на захід — південний захід — автомобільна дорога Р85, за маршрутом: Слонім — Високе. Найближча залізнична станція — «Жабинка» у місті Жабинка.

## Історія
Сільська рада була утворена 12 жовтня 1940 року у складі Кам'янецького району Брестської області, яка була утворена 4 грудня 1939 року після входження Західної Білорусі до складу БРСР, що відбулося в результаті підписання пакту Молотова — Ріббентропа.
На момент утворення, до складу сільради входило 16 поселень, працювали колгосп, маслозавод, 7-річна школа, 3 початкові школи, 3 вітряні млини.

## Склад сільської ради
До складу Пелищенської сільської ради входить 12 населених пунктів, із них 1 агромістечко та 11 сіл.
| Населений пункт     | Статус       | Населення, осіб (2009) | Координати                                                            |
| ------------------- | ------------ | ---------------------- | --------------------------------------------------------------------- |
| Пелище              | агромістечко | 1378                   | 52°19′25″ пн. ш. 23°55′26″ сх. д. / 52.32361° пн. ш. 23.92389° сх. д. |
| Березняки           | село         | 56                     | 52°22′1″ пн. ш. 23°52′31″ сх. д. / 52.36694° пн. ш. 23.87528° сх. д.  |
| Індичі              | село         | 31                     | 52°18′56″ пн. ш. 23°56′43″ сх. д. / 52.31556° пн. ш. 23.94528° сх. д. |
| Підбродяни 1        | село         | 48                     | 52°22′15″ пн. ш. 23°54′9″ сх. д. / 52.37083° пн. ш. 23.90250° сх. д.  |
| Підбродяни 2        | село         | 4                      | 52°22′12″ пн. ш. 23°55′26″ сх. д. / 52.37000° пн. ш. 23.92389° сх. д. |
| Пруська Веливейська | село         | 19                     | 52°22′26″ пн. ш. 23°53′9″ сх. д. / 52.37389° пн. ш. 23.88583° сх. д.  |
| Рані                | село         | 14                     | 52°21′40″ пн. ш. 23°52′1″ сх. д. / 52.36111° пн. ш. 23.86694° сх. д.  |
| Седруж              | село         | 51                     | 52°21′59″ пн. ш. 23°57′39″ сх. д. / 52.36639° пн. ш. 23.96083° сх. д. |
| Сосни               | село         | 59                     | 52°17′50″ пн. ш. 23°55′53″ сх. д. / 52.29722° пн. ш. 23.93139° сх. д. |
| Стрелі              | село         | 56                     | 52°18′59″ пн. ш. 23°57′38″ сх. д. / 52.31639° пн. ш. 23.96056° сх. д. |
| Щербове             | село         | 133                    | 52°21′34″ пн. ш. 23°54′20″ сх. д. / 52.35944° пн. ш. 23.90556° сх. д. |
| Якубовичі           | село         | 18                     | 52°16′52″ пн. ш. 23°55′51″ сх. д. / 52.28111° пн. ш. 23.93083° сх. д. |

## Населення
За переписом населення Білорусі 2009 року чисельність населення сільської ради становило 1867 осіб.

### Національність
Розподіл населення за рідною національністю за даними перепису 2009 року:
| Національність            | Осіб | Відсоток |
| ------------------------- | ---- | -------- |
| білоруси                  | 1286 | 68,88 %  |
| українці                  | 211  | 11,30 %  |
| поляки                    | 192  | 10,28 %  |
| росіяни                   | 142  | 7,61 %   |
| вірмени                   | 18   | 0,96 %   |
| татари                    | 4    | 0,21 %   |
| молдовани                 | 4    | 0,21 %   |
| німці                     | 4    | 0,21 %   |
| національність не вказана | 2    | 0,11 %   |
| туркмени                  | 1    | 0,05 %   |
| таджики                   | 1    | 0,05 %   |
| башкири                   | 1    | 0,05 %   |
| комі-перм'яки             | 1    | 0,05 %   |
| Разом                     | 1867 | 100 %    |